# Муда, Искандар
Искандер Муда (малайск. Iskandar Muda; 1583? — 27 декабря 1636) — двенадцатый султан Аче. При его правлении султанат достиг максимальных размеров и расцвета. Его имя означает «молодой Александр» — завоевания этого правителя часто сравнивали с завоеваниями Александра Македонского. Кроме этого период его правления ознаменовался тем, что Ачех стал крупным центром изучения ислама и торговли.

## Биография
Его отцом был Мансур Суах, сын султана Абдула Джалила, сына третьего султана Аче Алауддина Аль-Кахара. Его мать Путери Раджа Интерабангс (Puteri Raja Inderabangs) была дочерью десятого султана Алауддина Риаята Суаха Аль-Муккамаль. В 1605 году после размолвки с дядей бежал в Пиди. Он планировал восстание, но войска Пиди в конце концов отказались сражаться и Искандар попал в тюрьму. В 1606 произошло вторжение португальцев. Искандар был освобожден и посвятил себя борьбе с «неверными». Португальцев удалось одолеть.
4 апреля 1607 года султан Али внезапно скончался. Искандар занял трон в тот же день. Он заточил своего дядю Хусейна в тюрьму, а позже велел убить его.
Завоевания султана стали возможными благодаря сильной армии, состоявшей из галер (флот), конницы на персидских лошадях, слонов и призывной пехоты. Имелось более 2000 пушек и ружей (как суматранского, так и европейского производства). Искандар начал завоевывать северную часть Суматры. В 1612—1613 годах он овладел тремя султанатами (правда, султанат Джохор вскоре вышел из-под его контроля и организовал союз из государств-противников Аче).
В 1614 году Муда одержал победу над португальским флотом в Бинтане. В 1617 он начал покорение Малаккского полуострова. В 1629 флот был отправлен, чтобы нанести поражение португальцам в Малакке, но эта операция закончилась сокрушительным поражением.
Экономика султаната основывалась на торговле специями. Правитель также не гнушался казнями обеспеченных людей, имущество которых конфисковывалось, и жестокостями. Практиковалось членовредительство в качестве наказания за уголовные преступления, в том числе мелкие.
Путри Шри Алам, дочь Искандара Муды, вышла замуж за Искандара Тани. После смерти Искандара Муды султаном стали его зять, а затем и его дочь (под именем Тадж уль-Алам).